# Новороссийская губерния

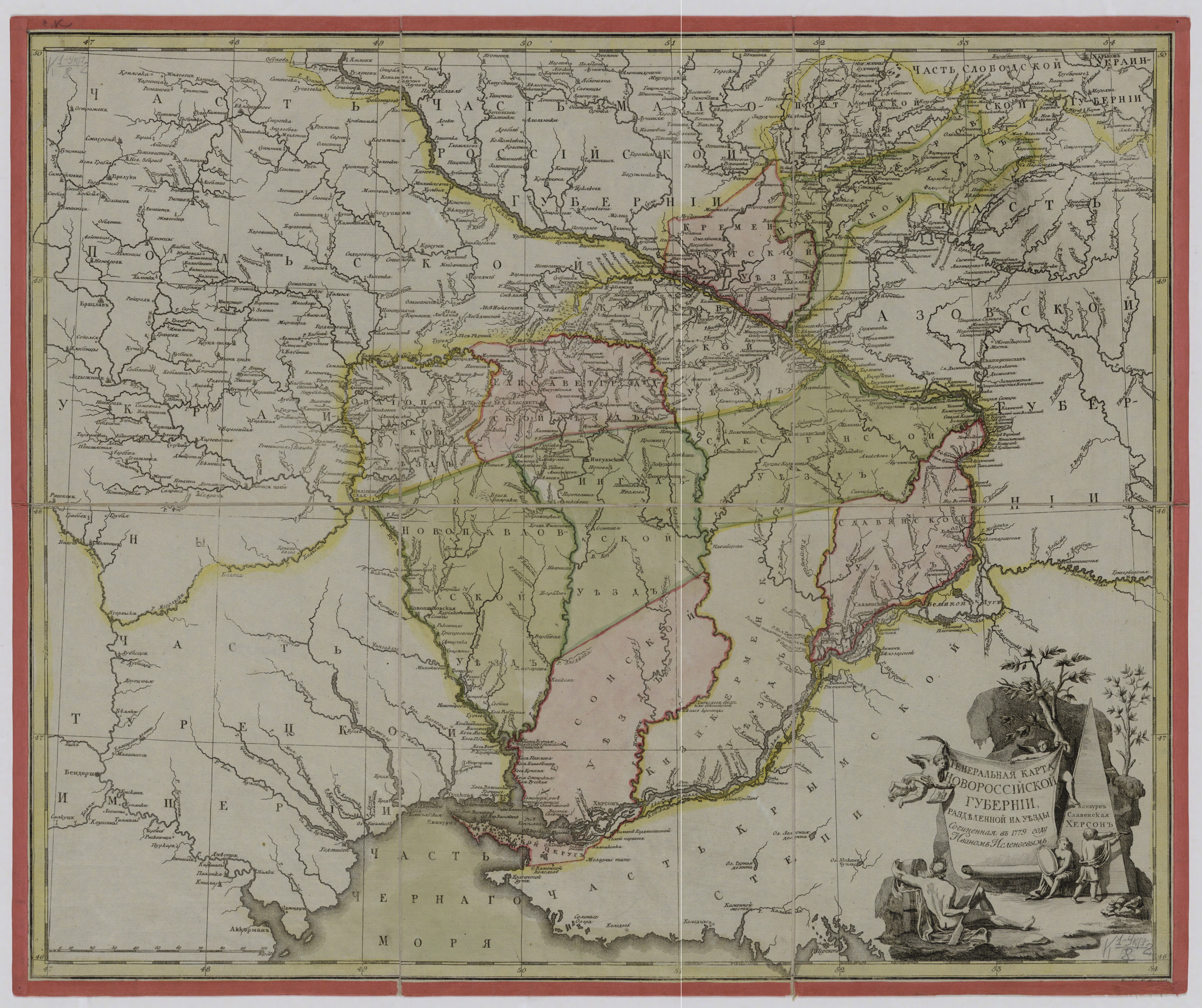
Генеральная карта Новороссийской губернии, разделенной на уезды. Сочиненная в 1779 году Иваном Исленьевым.

Новоросси́йская губе́рния — название двух административно-территориальных единиц Российской империи, располагавшихся во второй половине XVIII века на территории Новороссийского края.
Губернским центром первой Новороссийской губернии был город Кременчуг, а второй — Новороссийск (ныне Днепр).

## Новороссийская губерния (1764—1783)
В 1750—1753 годах образовались Новая Сербия и Славяносербия — первые военно-земледельческие поселения австрийских сербов и венгров, приведенных полковником Иваном Хорватом, Иваном Шевичем и Райко Прерадовичем (Де-Прерадовичем) на новые южные владения Российской империи.
В 1753—1764 годах на территории Бахмутской провинции первой большой Воронежской губернии существовала автономная область западных военных переселенцев — Славяносербия.
Собственно Новороссийская губерния как административно-территориальная и войсковая единица была образована указом Екатерины II от 22 марта (2 апреля) 1764 года на землях бывшей Новой Сербии и Славяносербии для защиты новых южных территорий Российской империи от турецко-татарских набегов. Её центром в то время была Крепость Святой Елисаветы.
Первым наместником Новороссийской губернии стал генерал-поручик Алексей Петрович Мельгунов. Под его началом стартовали землеустроительные работы в губернии. Вся земля бывшей Новой Сербии (1421 тыс. десятин) была разделена на участки в 26 десятин (на земле с лесом) и 30 десятин (на безлесной земле). Получить землю в наследственное владение могли «всякого звания люди» при условии поступления их на военную службу или записи в крестьянское сословие. Земельные участки приписывались к 8 местным поселенным полкам: Чёрному и Жёлтому гусарским, Елисаветградскому пикинёрному, Бахмутскому и Самарскому гусарским, а также Днепровскому, Луганскому, Донецкому пикинёрным полкам (на левобережье Днепра). Позднее на основе этого поселенного полкового деления ввели уездное устройство.
В том же году к губернии были присоединены земли упраздняемой Славяносербии (уменьшенной Бахмутской провинции, отделённой от первой Воронежской губернии), Украинская линия, 13 сотен Полтавского и две сотни Миргородского полков Запорожского войска. Административным центром стал Кременчуг. Губерния была разделена на три провинции: Екатерининскую (по Орели), Елизаветградскую (бывшие «Заднепровские места») и Бахмутскую (бывшая Славяносербия на Донце).

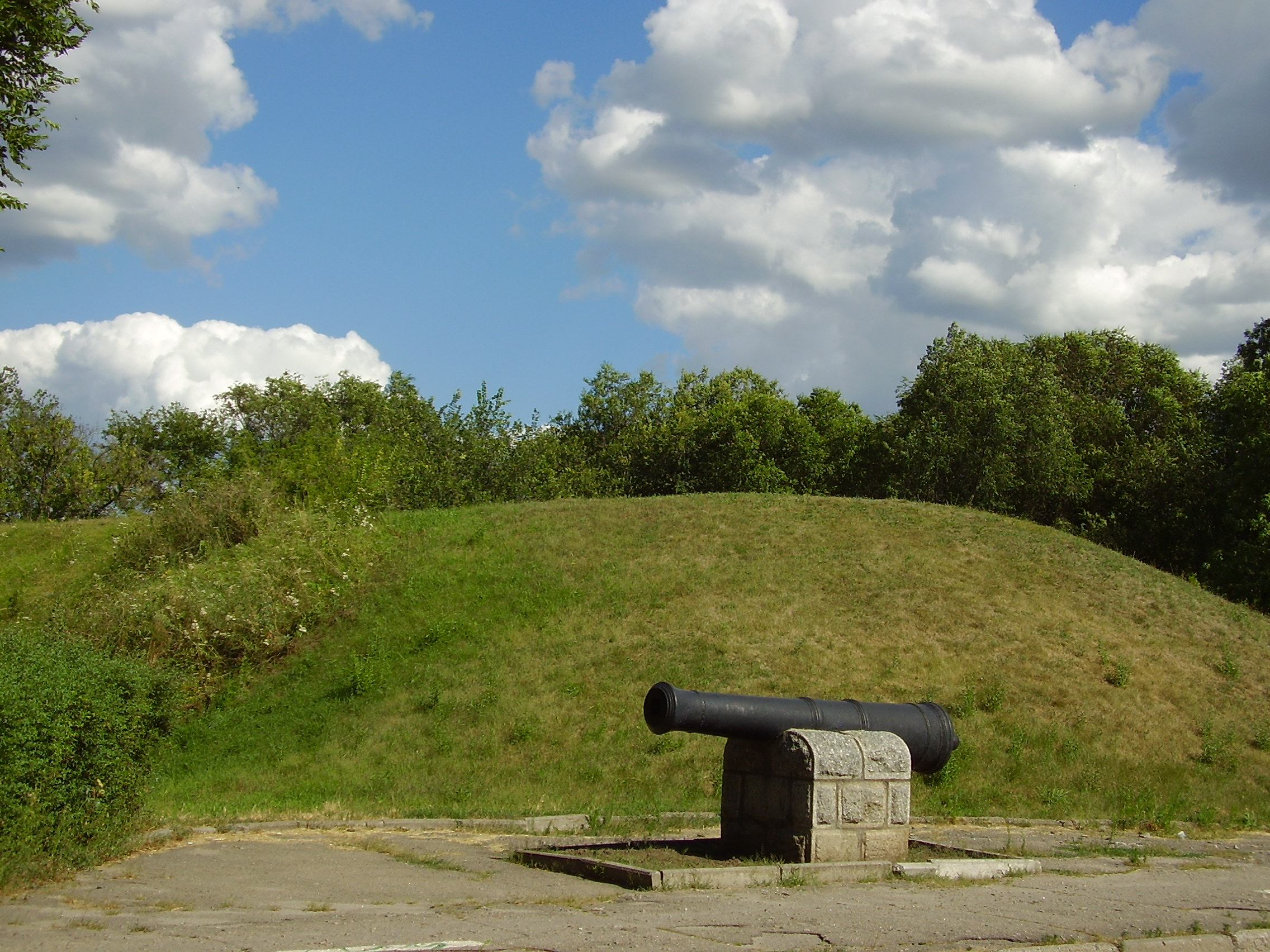
Одна из пушек и валов Крепости Святой Елисаветы

В 1775 году Бахмутская провинция (бывшая Славяносербия) была передана в состав вновь образованной Азовской губернии, а к Новороссийской губернии была присоединена западная часть земель Запорожской Сечи (все территории к западу от реки Днепра), ликвидированной войсками генерала Текели вышедшими из Крепости Святой Елисаветы, а факт уничтожения закреплен манифестом Екатерины II.
По состоянию на 1775 год Новороссийская губерния была разделена на три провинции: Кременчугскую, Екатерининскую (Екатеринославскую; Екатеринослав заложен в 1777 году) и Елисаветинскую (Елисаветградскую).
В 1777 году Новороссийская губерния пополнилась Херсонской провинцией.
В ходе реформы административно-территориального деления территория губернии вошла в состав Екатеринославского наместничества, образованного в 1783 году.

### Руководство губернии

#### Главные командиры
- 1764—1765 — Яков Мельгунов
- 1765—1766 — Яков Брандт
- 1767 — Иван Леонтьев
- 1767—31.05.1774 — Фёдор Воейков

#### Генерал-губернаторы
- 31.05.1774—30.03.1783 — Григорий Потёмкин

#### Губернаторы
- 1775—1778 — Матвей Муромцев
- 1778—1783 — Николай Языков
- 1783 — Тимофей Тутолмин
- 1800 — генерал Николев[2]
- 1802 — Михаил Миклашевский[3]

## Новороссийская губерния (1796—1802)
Образована Павлом I на территории бывших Екатеринославского наместничества, Вознесенского наместничества и Таврической области.
Центр этой губернии располагался в Екатеринославе, носившем с 1797 по 1802 годы название Новороссийск.
Губерния делилась на 19 уездов
- Елисаветградский уезд
- Ольвиопольский уезд
- Херсонский уезд
- Тираспольский уезд
- Бахмутский уезд
- Екатеринославский уезд
- Верхнеднепровский уезд
- Новомосковский уезд
- Ростовский уезд
- Павлоградский уезд
- Славяносербский уезд
- Александровский уезд
- Днепровский уезд
- Мариупольский уезд
- Евпаторийский уезд
- Перекопский уезд
- Симферопольский уезд
- Тмутараканский уезд
- Феодосийский уезд

В 1802 году на основе Елисаветградского, Ольвиопольского, Херсонского и Тираспольского уездов была создана Николаевская губерния; на основе Бахмутского, Екатеринославского, Верхнеднепровского, Новомосковского, Ростовского, Павлоградского, Александровского и Славяносербского уездов — Екатеринославская губерния; и на основе Днепровского, Евпаторийского, Перекопского, Симферопольского, Тмутараканского и Феодосийского уездов — Таврическая губерния.